# Блокада Західного Берліна
Блокада Західного Берліна, Берлінська криза 1948—1949 — блокада військами Радянського Союзу залізничних і автомобільних шляхів до західних секторів Берліна, що були під контролем США, Великої Британії та Франції. 
Метою радянського керівництва було 
| «…припинення тиску на геополітичні інтереси СРСР в післявоєнній Європі» шляхом «проведення великих акцій з повного перекриття сухопутних трас, які пов'язували Берлін із західними зонами, з метою недопущення в місто нової валюти і «видавлювання» з нього союзників.» [1] «…це була боротьба за недопущення розширення західної сфери впливу. Москва прагнула не допустити утворення західнонімецької держави і його включення в західний блок. Блокада Берліна покликана була створити ситуацію, в якій СРСР міг би вести переговори по німецькій проблемі з позиції сили. У разі відмови західних держав піти на серйозні політичні поступки залишалася спроба послабити їх позиції в Берліні, включивши все місто в фінансово-економічну систему радянської зони окупації» [2]. Оригінальний текст (рос.) «пресечения давления на геополитические интересы СССР в послевоенной Европе» путём «проведение крупных акций по полному перекрытию сухопутных трасс, связывавших Берлин с западными зонами, в целях недопущения в город новой валюты и «выдавливания» из него союзников.» «Анализ действий советского руководства во время берлинского кризиса 1948-1949 годов позволяет утверждать, что для него это была борьба за недопущение расширения западной сферы влияния. Москва стремилась не допустить образования западногерманского государства и его включения в западный блок. Блокада Берлина призвана была создать ситуацию, в которой СССР мог бы вести переговоры по германской проблеме с позиции силы. В случае отказа западных держав пойти на серьезные политические уступки оставалась попытка ослабить их позиции в Берлине, включив весь город в финансово-экономическую систему советской зоны оккупации.» |
Спочатку припустивши, що неможливо запустити повітрянне постачання такого обсягу, совіти відчували чимраз більше збентеження від тривалого успіху повітряного мосту утвореного західними державами. 12 травня 1949 року, через економічні негаразди у східній частині Берліну, СРСР припинив блокаду Західного Берліну. І все ж, ще деякий час американці й англійці продовжували постачати місто повітрям, бо вони переживали, що радянське керівництво лише намагається розірвати ланцюги постачання і відновить блокаду пізніше. Повітряне доставляння офіційно завершилось 30 вересня 1949 року і тривало п'ятнадцять місяців. Повітряні сили США доставили 1 783 573 тон (76,40% від усього) і RAF доставили 541 937 тон (23,30% від усього), що у сумі становило 2 334 374 тон, близько двох третин з цього становило вугілля, на 278 228 рейсах до Берліна. У доповнення канадські, австралійські, новозеландські і південноафриканські пілоти допомагали RAF під час блокади.:338 Французи також брали участь, але лише у постачанні свого військового гарнізону.
Одна з перших криз холодної війни (24 червня 1948 — 12 травня 1949).

## Наслідки
Головними прорахунками керівництва СРСР була недооцінка, по-перше,— рішучості західних держав в реалізації курсу на створення західнонімецької держави, а по-друге,— фінансово-економічних та військово-технічних можливостей Заходу.
Радянський Союз зазнав політичної та пропагандистської поразки під час Берлінської кризи.
Берлінська блокада висвітлила конкуруючі ідеологічні та економічні бачення повоєнної Європи. Вона відіграла важливу роль у зближенні Західного Берліна зі Сполученими Штатами та Великої Британією як головними державами-захисниками, і в залученні Західної Німеччини до орбіти НАТО через кілька років у 1955 році.